# 911 Operator (відеогра)
911 Operator — комп'ютерна гра, випущена у 2017 році польською студією Jutsu Games. Гра є симулятором роботи оператора служби порятунку 911: протагоніст під керуванням гравця повинен відповідати на телефонні дзвінки та відправляти пожежників, поліціянтів і парамедиків на виклики.
Розробку і вихід гри було профінансовано завдяки успішній кампанії на Kickstarter, яка тривала з 21 липня по 20 серпня 2016 року, зібравши 37924 доларів США. У лютому 2017 року гра була випущена для ПК, пізніше того ж року відбулися релізи для PlayStation 4 і Xbox One. Версія гри для мобільних пристроїв Android вийшла 16 листопада 2017 року, для Nintendo Switch — 26 жовтня 2018.
23 квітня 2020 року вийшло продовження, «112 Operator» для ПК у Steam, а 22 жовтня 2020 року — в Google Play для Android.

## Опис
В 911 Operator гравець бере на себе роль диспетчера екстреної служби порятунку, який повинен відправляти поліцію, пожежників і/або лікарів за викликами. Більшість викликів являють собою значки, що з'являються на мапі міста, деякі — телефонну розмову з клієнтом, на яку слід правильно відреагувати, даючи вказівки з надання першої медичної допомоги та діях в екстремальній ситуації. Крім того, гравець може купувати за ігрові гроші для рятувальників техніку (автомобілі, мотоцикли, гелікоптери тощо), і озброєння/обладнання, що допомагає їм працювати більш ефективно.
Цікавою особливістю гри є можливість грати в будь-якому місті світу: за допомогою картографічного матеріалу з OpenStreetMap до гри переноситься мапа міста, назви вулиць і розташування поліційних дільниць, пожежних станцій та лікарень.

## Оцінка
Версія 911 Operator для ПК має середню оцінку 68 на Metacritic, що вказує на змішані/середні відгуки. Критики хвалять основну ідею гри, включення в неї корисних для гравця порад по діях у критичних ситуаціях і можливість відтворення реальної карти будь-якого міста, але критикують надто одноманітний ігровий процес.